# Lomnice (okres Brno-venkov)
Lomnice (Duits: Lomnitz, soms ter onderscheiding van andere plaatsen met dezelfde naam Lomnice u Tišnova genoemd) is een Moravische vlek (městys) in de Tsjechische regio Zuid-Moravië, en maakt deel uit van het district Brno-venkov. Lomnice telt 1504 inwoners (2023).

## Geschiedenis
- 1281 – De eerste schriftelijke vermelding van Lomnice.
- 1996 – De gemeente Brusná wordt geannexeerd door de gemeente Lomnice.[1]
- 2006 – De gemeente Lomnice krijgt (opnieuw) de status vlek.[2]

## Geboren in Lomnice
- Simon Zeisel (1854-1933) – scheikundige